# کالوین لومبومبو کالالا
کالوین لومبومبو کالالا (انگلیسی: Kalvin Lumbombo Kalala؛ زادهٔ ۱۶ فوریهٔ ۱۹۹۸) بازیکن فوتبال اهل فرانسه است.
از باشگاه‌هایی که در آن بازی کرده‌است می‌توان به باشگاه فوتبال تورکی یونایتد اشاره کرد.